# Tableless
Tableless (literalmente «sin tablas» en inglés) es el arte de construir sitios web sin recurrir al uso de tablas para separar contenido de diseño. En vez de tablas, se utiliza la colocación de CSS (Hojas de estilo en cascada) para ordenar los elementos y el texto en una página web. CSS fue introducido por el World Wide Web Consortium (W3C) para mejorar la accesibilidad web y hacer al código HTML más semántico que presentacional.
Desde su comienzo, el recién llegado CSS brindó más poder y facilidad para los formatos, y el tag <FONT> fue cayendo en desuso.
Por otro lado CSS todavía era muy limitado y difícil de aplicar a las estructuras de los sitios web (como el diseño de tres columnas), que eran muy fácil de implementar con tablas y no tenían un obvio equivalente en CSS.
Pero desde 2006 la situación mejoró considerablemente: Los navegadores más populares ya tenían suficiente soporte para las nuevas características de CSS, y esto derivó en una gradual adopción del diseño tableless (sin tablas).
Muchos sitios web usan CSS solo para formatear y realizan la estructura usando tablas. esta técnica no es recomendada ni correcta, las tablas en un contenido semántico deben ser utilizadas para la muestra de datos tabulados, dejando a CSS la distribución de los elementos dentro de la página

## Resumen
HTML fue diseñado originalmente como un lenguaje de enmarcado pensado para compartir documentos científicos en línea. Sin embargo, Internet se expandió desde la investigación académica hacia el resto del mundo a mediados de los años 90, para convertirse en un medio diferente en el cual los diseñadores gráficos buscaban maneras de controlar la apariencia visual de los sitios web presentados a los usuarios finales, y para este fin, las tablas y los espaciadores (usualmente pixeles transparentes contenidos en una imagen GIF de 1x1 con su alto y ancho forzado explícitamente) fueron usados para crear y mantener la disposición de los elementos del sitio.
Esto causó muchos problemas. Muchas páginas web que fueron diseñadas con tablas, en vez de sin ellas, resultaron ser pesados documentos HTML lentos para su descarga y consumiendo más ancho de banda. Además, cuando un diseño basado en tablas es linearizado, por ejemplo cuando es leído por un motor de búsqueda, el orden del contenido puede ser algo confuso.
Como consecuencia de esta tendencia, fue desarrollado CSS para mejorar la separación entre diseño y contenido, y volver a la organización semántica del contenido en la Web.